# Сан-Себастьян-да-Боа-Виста

Сан-Себастьян-да-Боа-Виста на карте штата.

Сан-Себастьян-да-Боа-Виста (порт. São Sebastião da Boa Vista) — муниципалитет в Бразилии, входит в штат Пара. Составная часть мезорегиона Маражо. Входит в экономико-статистический микрорегион Фурус-ди-Бревис. Население составляет  22 904 человек на 2010 год. Занимает площадь 1632,251 км². Плотность населения — 14,03 чел./км².

## Демография
Согласно сведениям, собранным в ходе переписи 2010 г. Национальным институтом географии и статистики (IBGE), население муниципалитета составляет:
| Полное население                               | Полное население                               | Полное население                               | Полное население                               | 22 904 |
| ---------------------------------------------- | ---------------------------------------------- | ---------------------------------------------- | ---------------------------------------------- | ------ |
| в том числе:                                   | Городское население                            | 9902                                           | Процент городского населения, %                | 43,23  |
|                                                | Сельское население                             | 13 002                                         | Процент сельского населения, %                 | 56,77  |
|                                                | Мужское население                              | 11 833                                         | Процент мужского населения, %                  | 51,66  |
|                                                | Женское население                              | 11 071                                         | Процент женского населения, %                  | 48,34  |
| Плотность населения, чел/км²                   | Плотность населения, чел/км²                   | Плотность населения, чел/км²                   | Плотность населения, чел/км²                   | 14,03  |
| Население муниципалитета в % к населению штата | Население муниципалитета в % к населению штата | Население муниципалитета в % к населению штата | Население муниципалитета в % к населению штата | 0,30   |

По данным оценки 2015 года население муниципалитета составляет 25 161 жителя.

## Статистика
- Валовой внутренний продукт на 2003 год составляет 24 318 767,00 реалов (данные: Бразильский институт географии и статистики).
- Валовой внутренний продукт на душу населения на 2003 год составляет 1296,31 реалов (данные: Бразильский институт географии и статистики).
- Индекс развития человеческого потенциала на 2000 год составляет 0,666 (данные: Программа развития ООН).

## Важнейшие населенные пункты
| № | Населённый пункт           | Населённый пункт (порт.)   | Категория | Население чел. (2010) | На карте                       |
| - | -------------------------- | -------------------------- | --------- | --------------------- | ------------------------------ |
| 1 | Сан-Себастьян-да-Боа-Виста | São Sebastião da Boa Vista | город     | 9902                  | 1°42′59″ ю. ш. 49°31′50″ з. д. |